# Massacre de Tlatelolco
O Massacre de Tlatelolco ocorreu durante um verão de manifestações cada vez maiores na Cidade do México em protesto contra a realização dos Jogos Olímpicos de 1968 na cidade. As forças armadas do México abriram fogo contra civis desarmados em 2 de outubro de 1968, matando um número indeterminado, provavelmente centenas de estudantes. O massacre ocorreu na Praça das Três Culturas, na seção de Tlatelolco. O ataque é considerado parte da Guerra Suja Mexicana, quando o governo usou suas forças para suprimir a oposição política. O massacre ocorreu 10 dias antes da abertura das Olimpíadas de 1968.
O chefe da Direção Federal de Segurança informou que 1 345 pessoas foram presas. Na época, o governo e os meios de comunicação no México alegaram que as forças do governo haviam sido provocadas por manifestantes que teriam atirado contra eles, mas documentos governamentais divulgados desde 2000 sugerem que franco-atiradores haviam sido empregados pelo governo na área. De acordo com arquivos de segurança nacional dos Estados Unidos, Kate Doyle, um analista sênior da política estadunidense na América Latina, documentou a morte de 44 pessoas;  no entanto, estimativas do número real de mortes variam de 300 a 400, com testemunhas relatando várias centenas de mortos.

## Antecedentes
O massacre foi precedido por vários meses de instabilidade política na capital mexicana, eco das manifestações e revoltas estudantis ocorridas um pouco por todo o mundo em 1968. Os estudantes mexicanos pretendiam explorar a atenção do mundo, focada na Cidade do México por ocasião dos Jogos Olímpicos de 1968. No entanto, o presidente Gustavo Díaz Ordaz Bolaños estava determinado a pôr fim aos protestos estudantis, e em setembro, ordenou ao exército que ocupasse o campus da Universidade Nacional Autónoma do México (UNAM), a maior da América Latina. Os estudantes foram espancados e detidos de forma indiscriminada. Em forma de protesto contra esta situação, o reitor da UNAM, Javier Barros Sierra, demite-se em 23 de setembro.

## Massacre

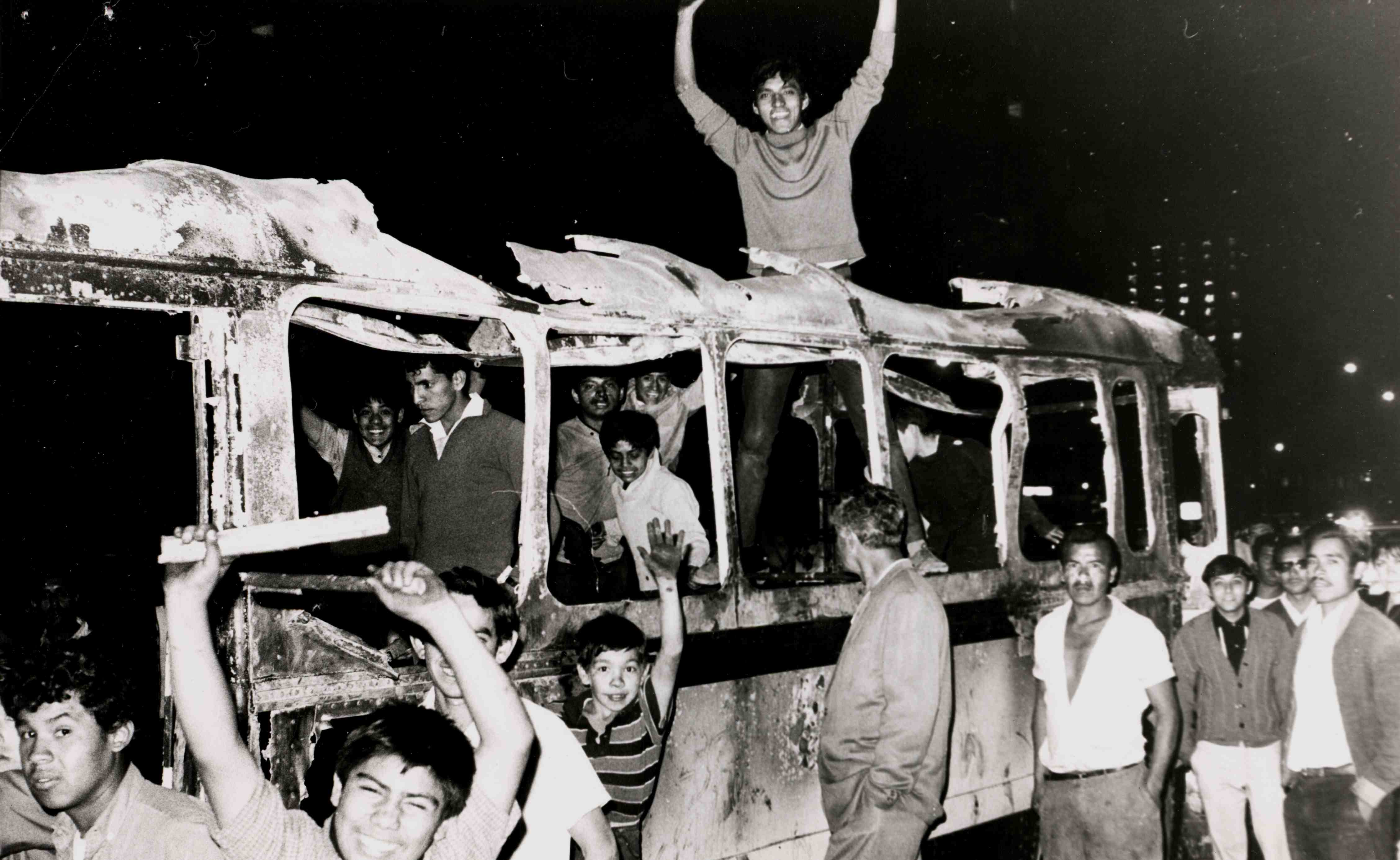
Estudantes em cima de um ônibus incendiado

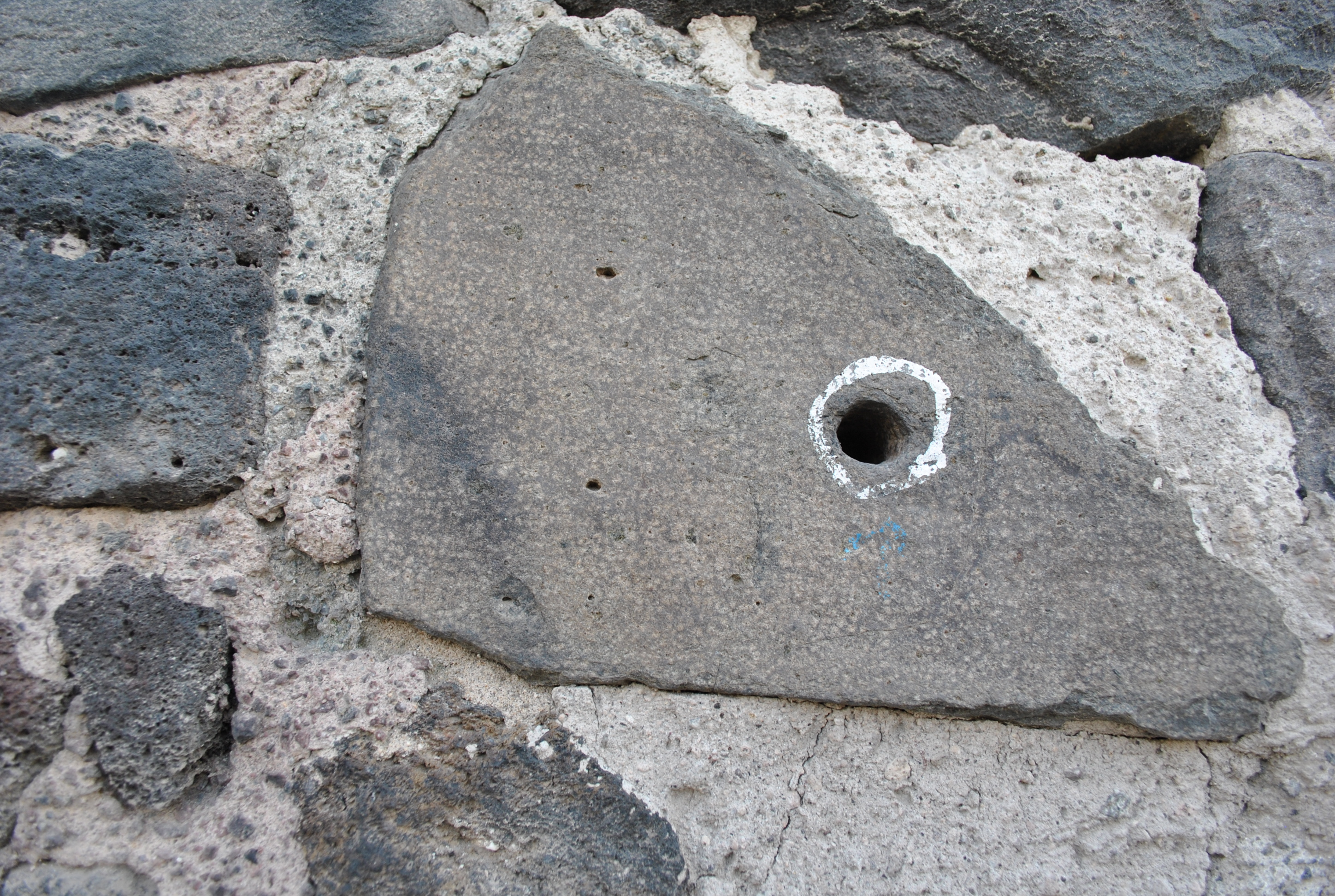
Furo de bala na parede do Templo de Santiago Tlatelolco

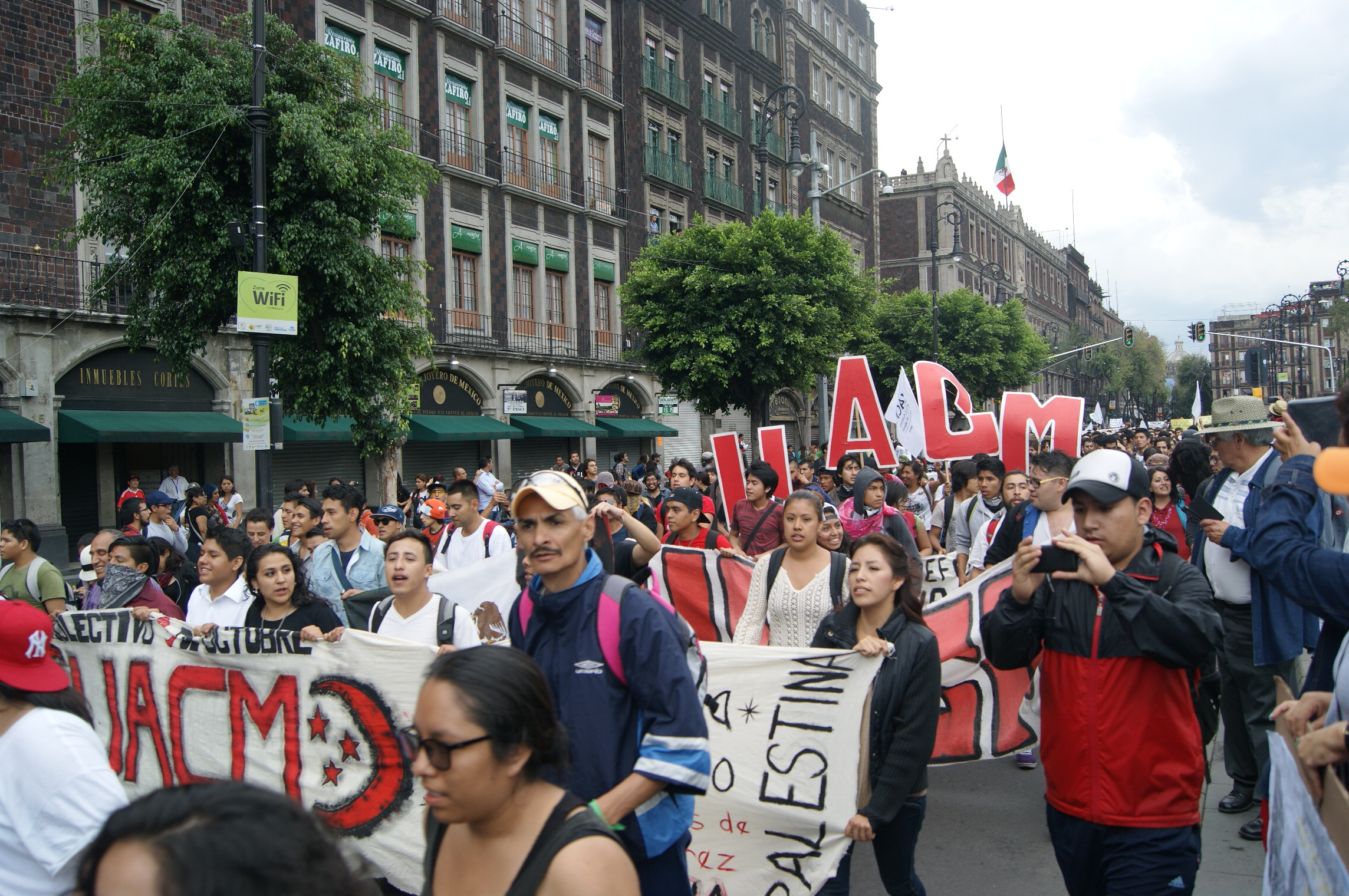
Manifestação em memória às vítimas do massacre em 2 de outubro de 2014

Ainda assim os protestos estudantis não esmoreceram. As manifestações aumentaram de proporção até que, no dia 2 de outubro, e após greves estudantis que se prolongaram por nove semanas, 15 000 estudantes de várias universidades invadiram as ruas da Cidade do México, ostentando cravos vermelhos como sinal de protesto contra a ocupação militar da UNAM. Ao cair da noite, cerca de 5 000 estudantes e trabalhadores, muitos deles acompanhados das mulheres e filhos, haviam-se congregado no exterior de um bloco de apartamentos situado na Plaza de las Tres Culturas em Tlatelolco para o que deveria ser uma manifestação pacífica. Por entre os cânticos entoados ouviam-se as palavras México - Libertad (México - Liberdade). Os organizadores do protesto tentaram em vão que este fosse cancelado quando perceberam que em alguns poucos minutos a presença de militares aumentou na região.
O massacre teve início ao pôr-do-sol quando forças do exército e da polícia - equipadas com carros blindados e tanques - cercaram a praça e começaram a abrir fogo contra a multidão, atingindo não só os manifestantes mas também pessoas que se encontravam no local por razões em nada relacionadas com a manifestação como um grupo que estava assistindo a uma missa na Catedral Metropolitana da Cidade do México. Manifestantes e transeuntes, incluindo crianças, foram acertados pelos disparos e em pouco tempo os corpos amontoavam-se na praça. A matança continuou pela noite dentro, com os soldados a efetuar operações de busca casa a casa nos edifícios de apartamentos junto à praça. Testemunhas destes acontecimentos dizem que viram milhares de corpos sendo recolhidos por caminhões do lixo. Na explicação oficial dada pelo governo para o que aconteceu é que existia um grupo infiltrado no protesto e que a função dele era a de tumultuar o protesto. Juntamente, a isto, ele havia colocado atiradores em pontos estratégicos dos edifícios adjacentes à praça e assim deram inicio ao confronto. Como o exército estava sob fogo cruzado, a única opção era a da autodefesa.

## Investigação
Em outubro de 1997 o congresso mexicano criou uma comissão para investigar os factos ocorridos durante o massacre de Tlatelolco. Esta comissão colheu os depoimentos de várias pessoas envolvidas no massacre, indo de políticos a militares. Um dos depoentes mais notórios foi o ex-presidente Luis Echeverría Álvarez, que era o ministro do interior no governo de Díaz Ordaz em 1968. Em seu depoimento, Echeverría admitiu que os estudantes estavam desarmados e sugeriu que a ação militar havia sido previamente planejada com o objetivo de aniquilar o movimento estudantil.
Em outubro de 2003, foram desarquivados diversos documentos sobre o papel do governo dos Estados Unidos no massacre após a publicação feita pelo National Security Archive, da George Washington University, de uma série de documentos da CIA, Pentágono, Departamento de Estado, FBI e da Casa Branca. Esta publicação surgiu na sequência de diversos pedidos baseados no Freedom of Information Act. No entanto, estes documentos não apontam para qualquer envolvimento dos Estados Unidos no massacre, mostrando apenas a preocupação das autoridades americanas relacionadas a segurança durante o período prévio dos Jogos entre 1967 e 1968. Nesta lista de documentos estão as seguintes demandas:
- que em resposta às preocupações do governo mexicano relativamente às condições de segurança durante os Jogos Olímpicos de Verão de 1968 o Pentágono forneceu ao México equipamento de comunicações, armas, munições e treinou as forças militares do México para controle de motins, antes, durante e depois da crise;
- que a delegação da CIA na Cidade do México produziu relatórios quase que diários acompanhando os desenvolvimentos dentro da comunidade universitária e do governo mexicano, no período de julho a outubro daquele ano. Seis dias antes do massacre, Echeverría e o chefe de Segurança Federal (DFS), Fernando Gutiérrez Barrios, disseram à CIA que a situação estaria sob controle muito em breve;

- que o governo de Díaz Ordaz orquestrou a acusação do líder Socrates Campus Lemus, e de o movimento havia sido financiado e organizado por dissidentes do PRI como Carlos Madrazo.

Em junho de 2006, Echeverría foi acusado de genocídio por ter ordenado o massacre. Devido a sua avançada idade, ele foi colocado em prisão domiciliar aguardando julgamento. No mês seguinte foi absolvido das acusações de genocídio, uma vez que o juiz decidiu que ele não poderia ser julgado, pois segundo a legislação mexicana, o crime havia prescrito.

## Impacto cultural
Rojo amanecer (1989), realizado por Jorge Fons é um filme sobre este acontecimento. Desenrola-se em redor de uma família de classe média que vive num dos apartamentos junto à praça e está baseado em testemunhos de vítimas e testemunhas do massacre.